# سنت جان، جزایر ویرجین ایالات متحده آمریکا
سنت جان، جزایر ویرجین ایالات متحده آمریکا (به انگلیسی: Saint John, U.S. Virgin Islands) یک منطقهٔ مسکونی در ایالات متحده آمریکا است که در دریای کارائیب واقع شده‌است.

## خصوصیات
سنت جان ۴٬۱۷۰ نفر جمعیت دارد.

## نگارخانه

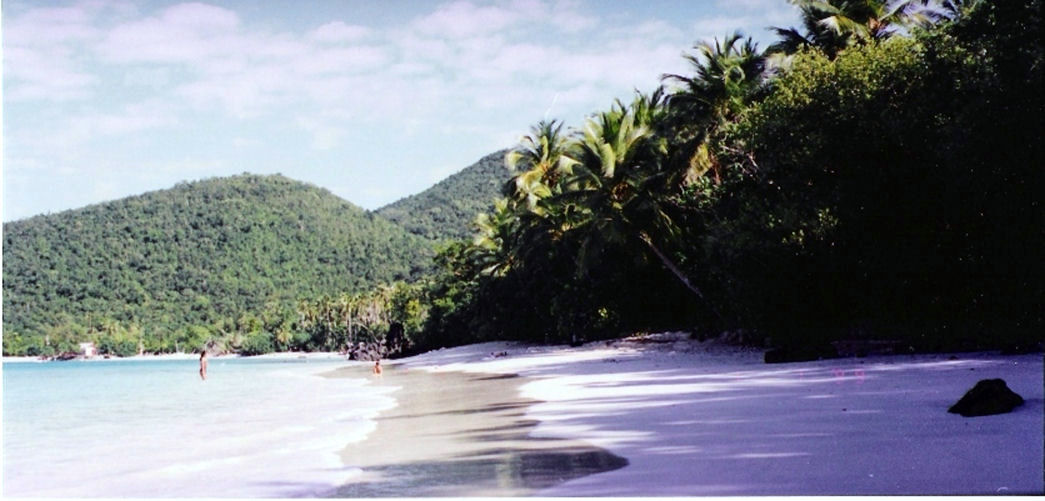
Oppenheimer Beach on Hawksnest Bay, once owned by رابرت اوپنهایمر.
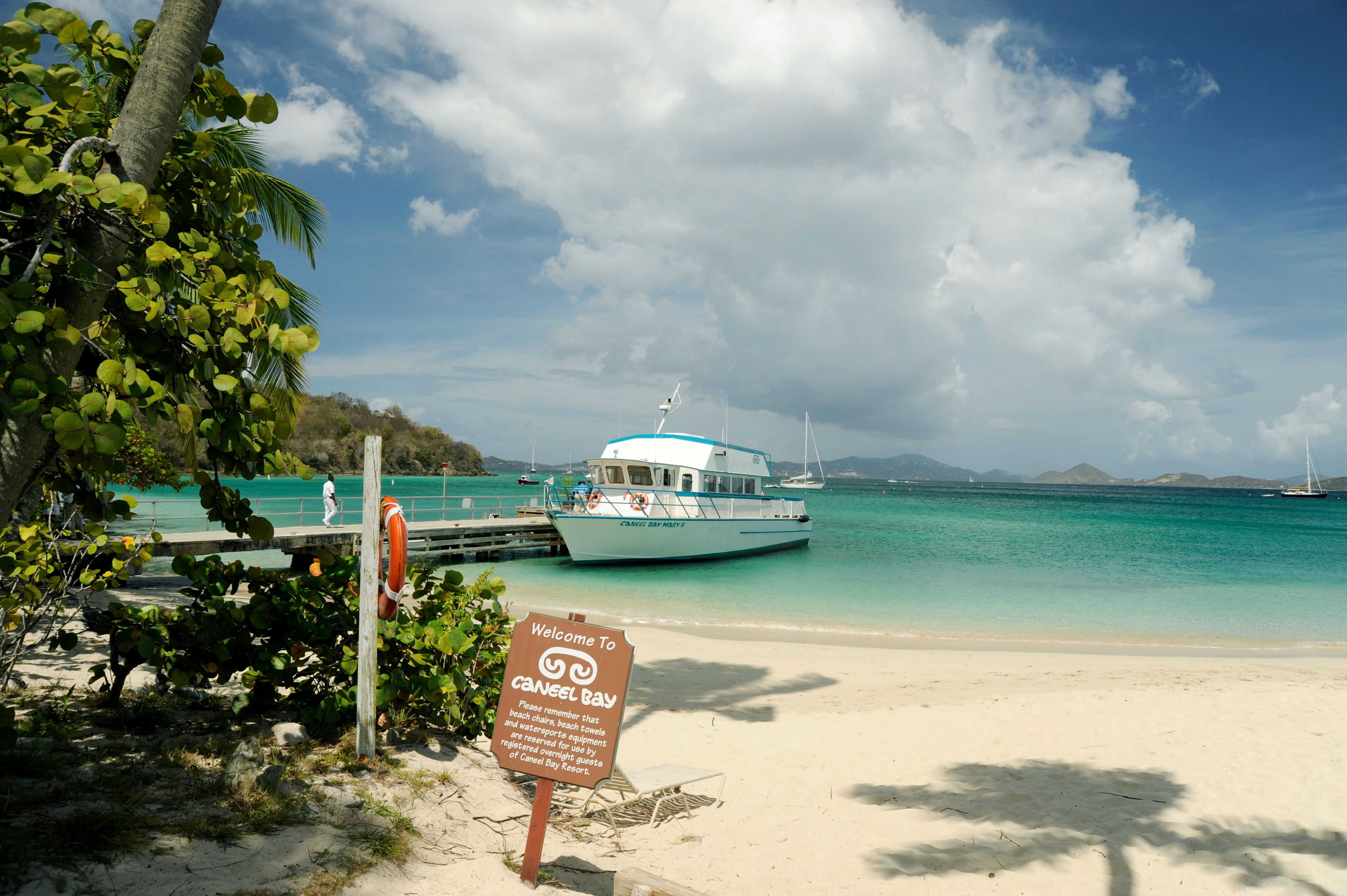
Caneel Bay
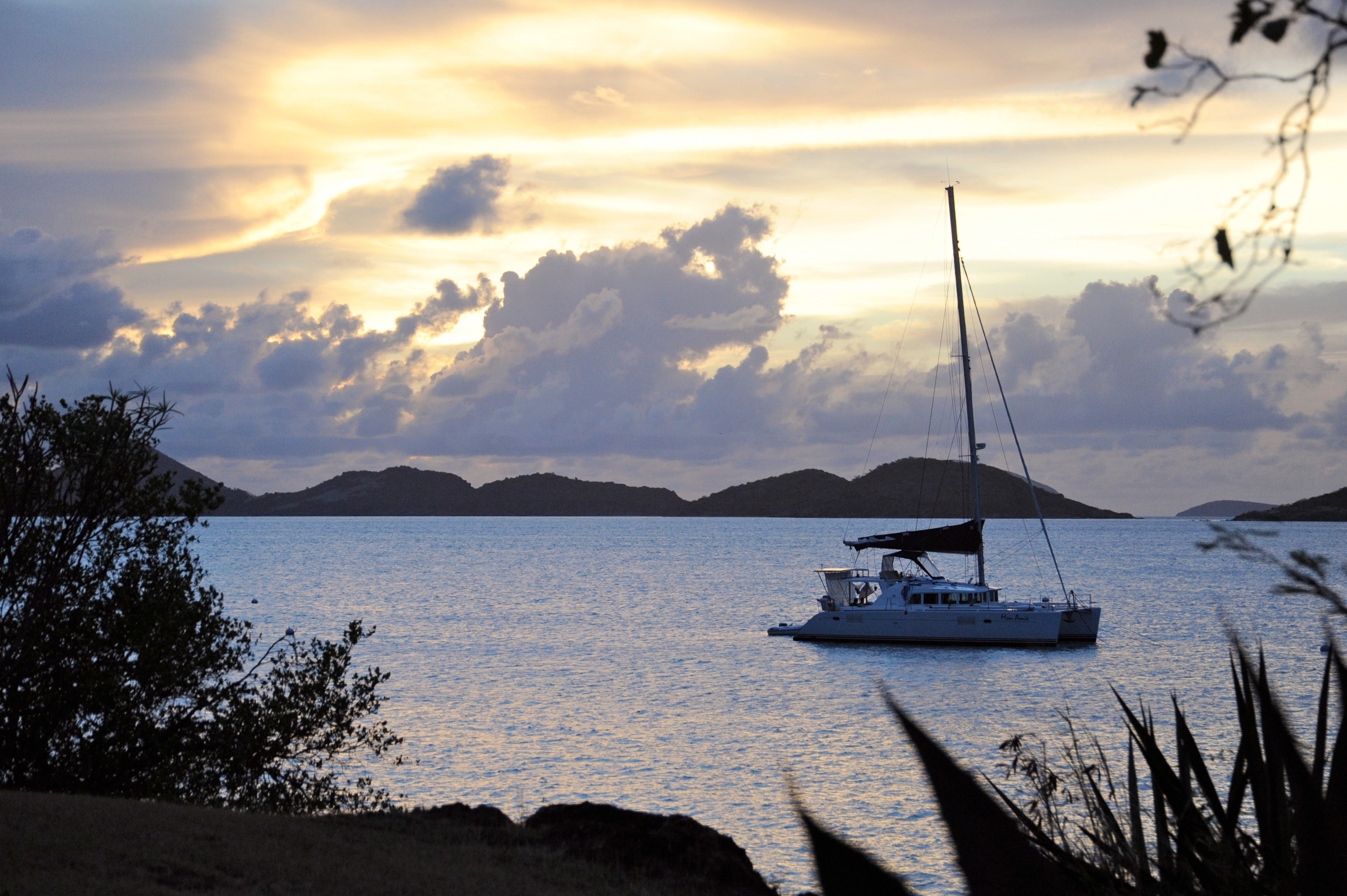
Sunset at Caneel Bay
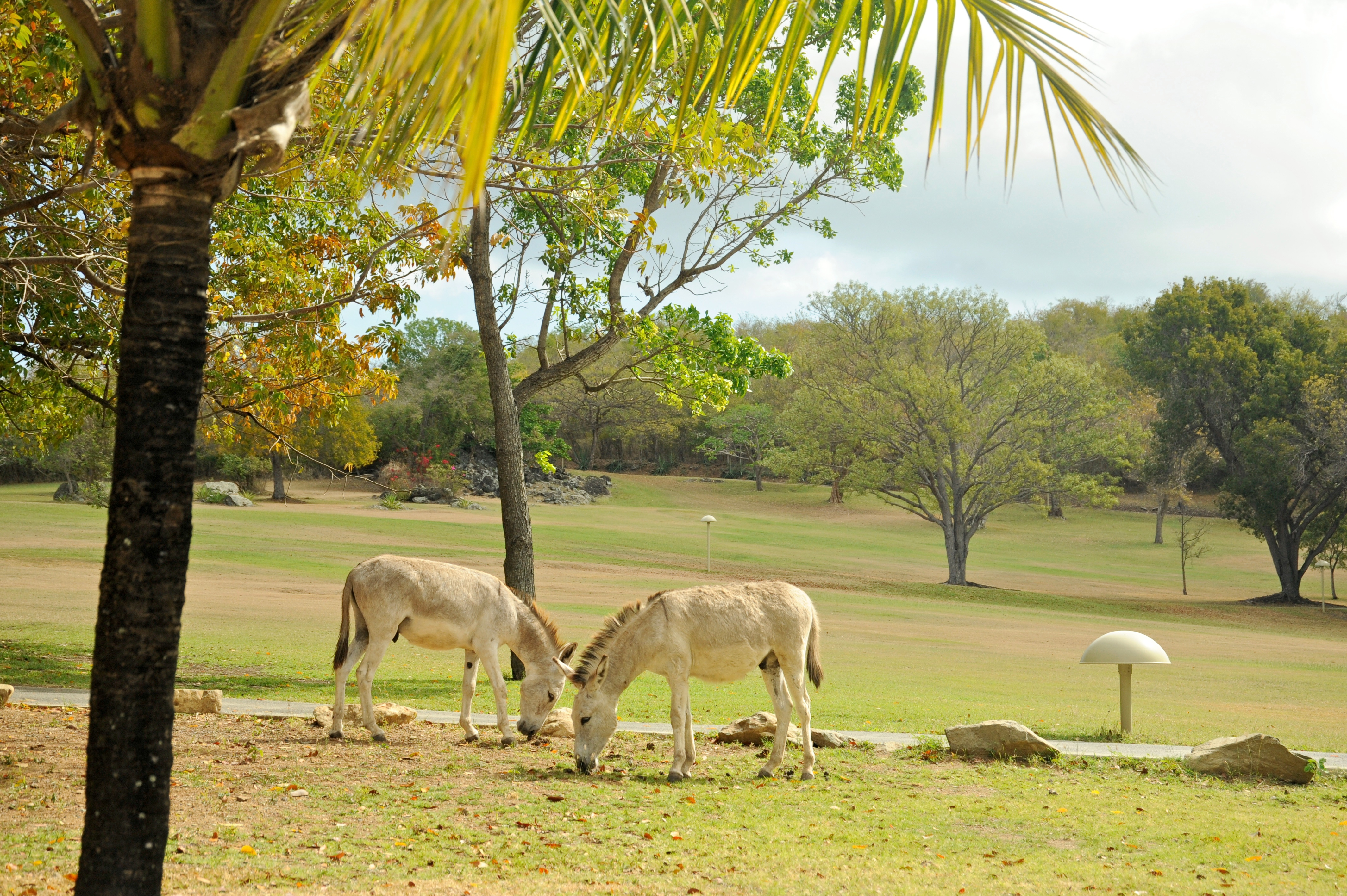
Wild donkeys at Caneel Bay
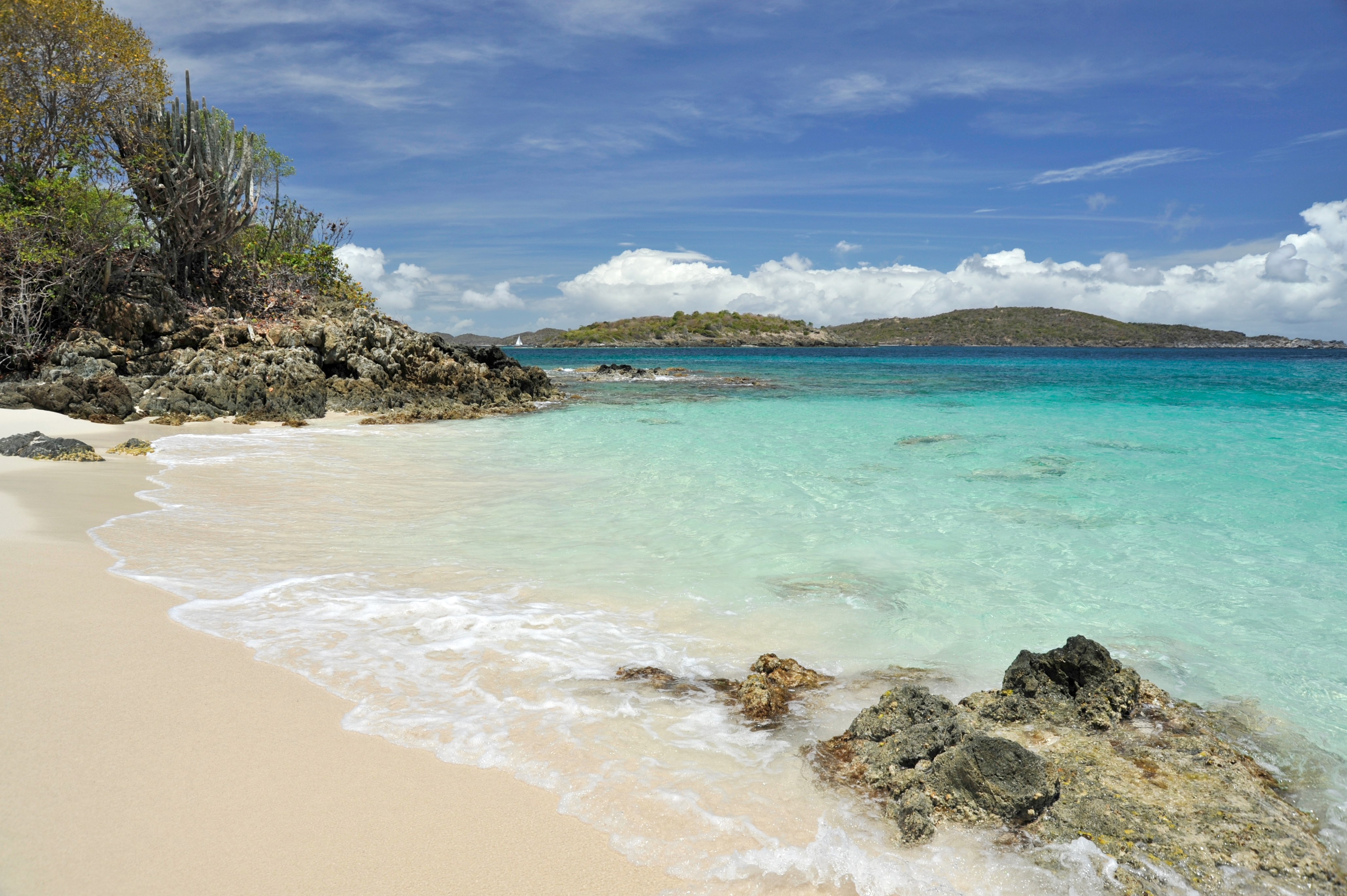
Turtle Bay Beach at Caneel Bay
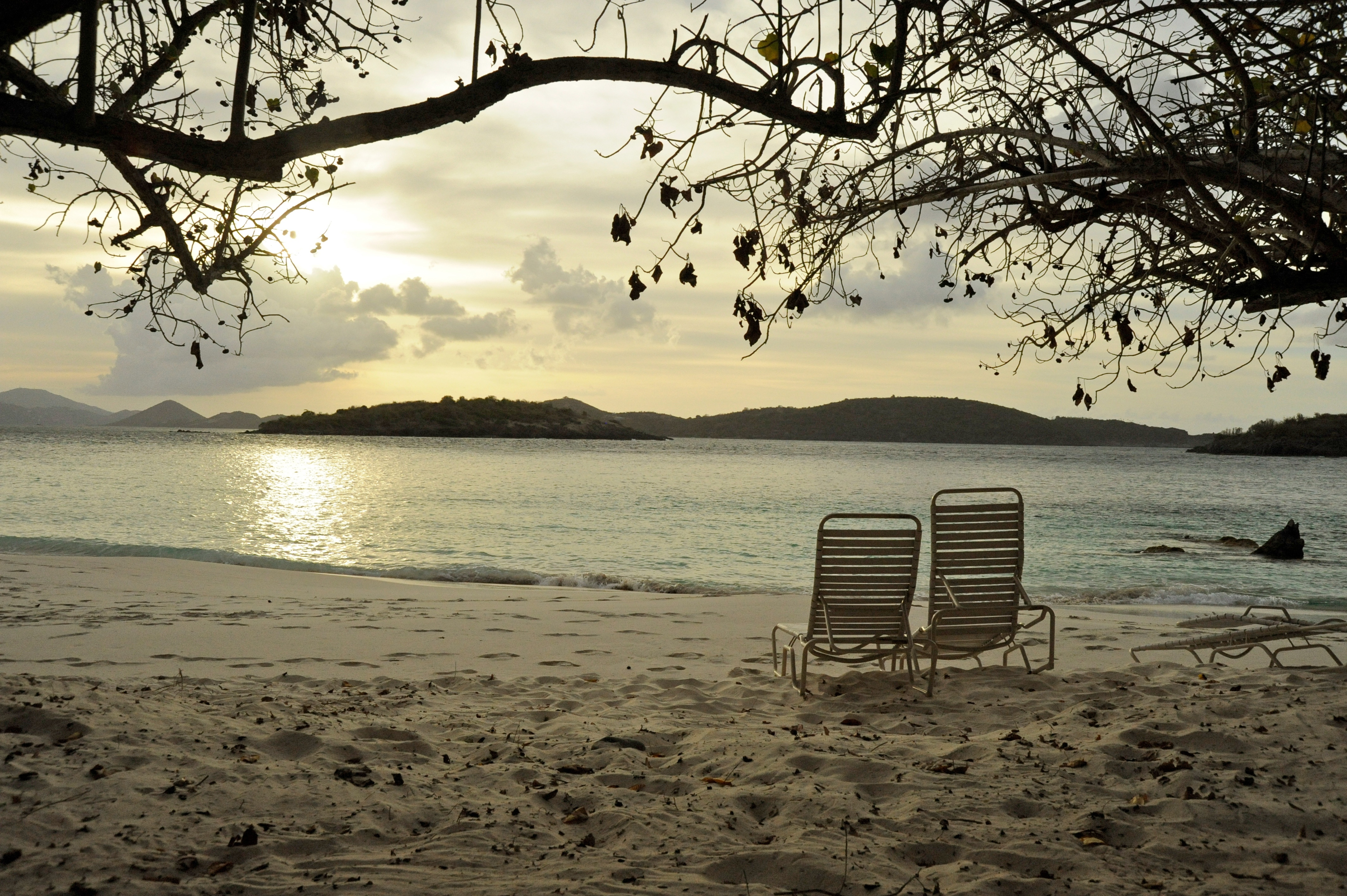
Sunset at Turtle Bay
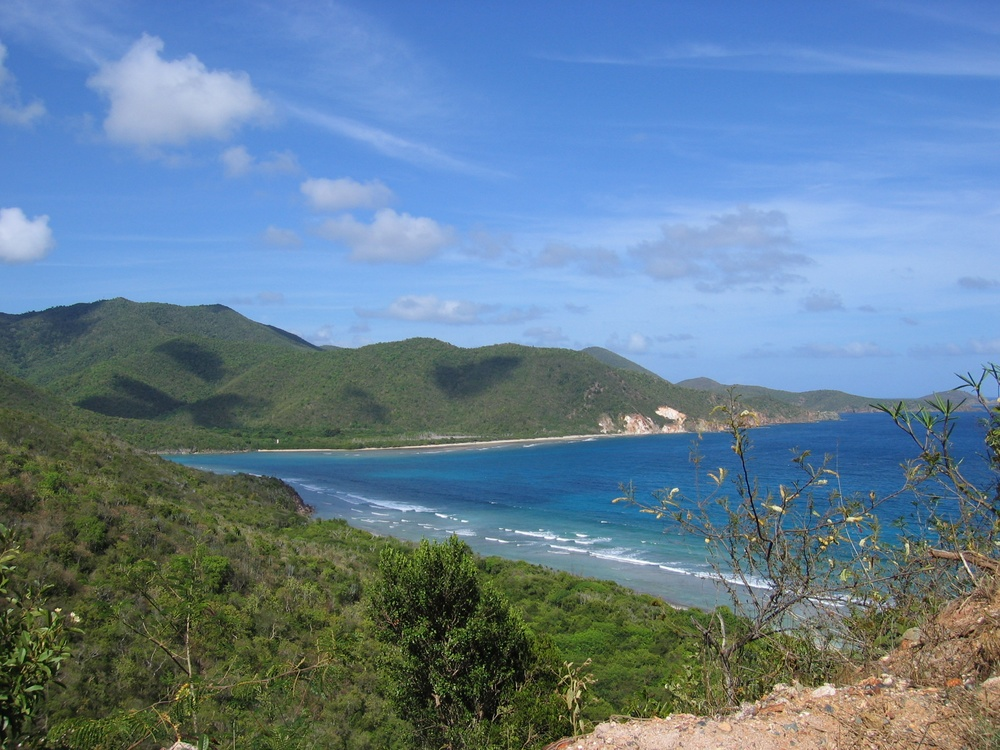
Reef Bay and Virgin Islands National Park from Cocoloba Point.
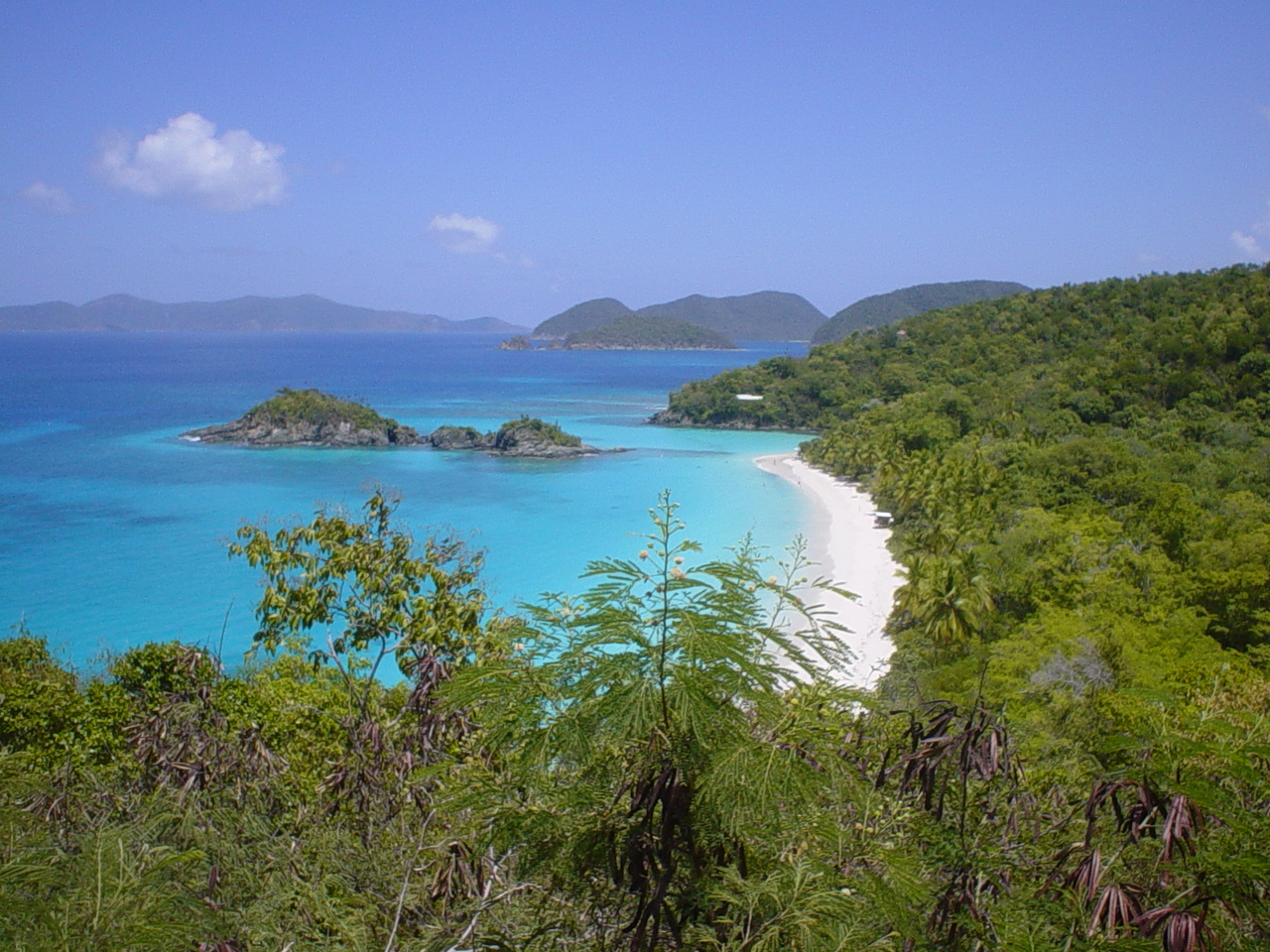
پارک ملی جزایر ویرجین Beach
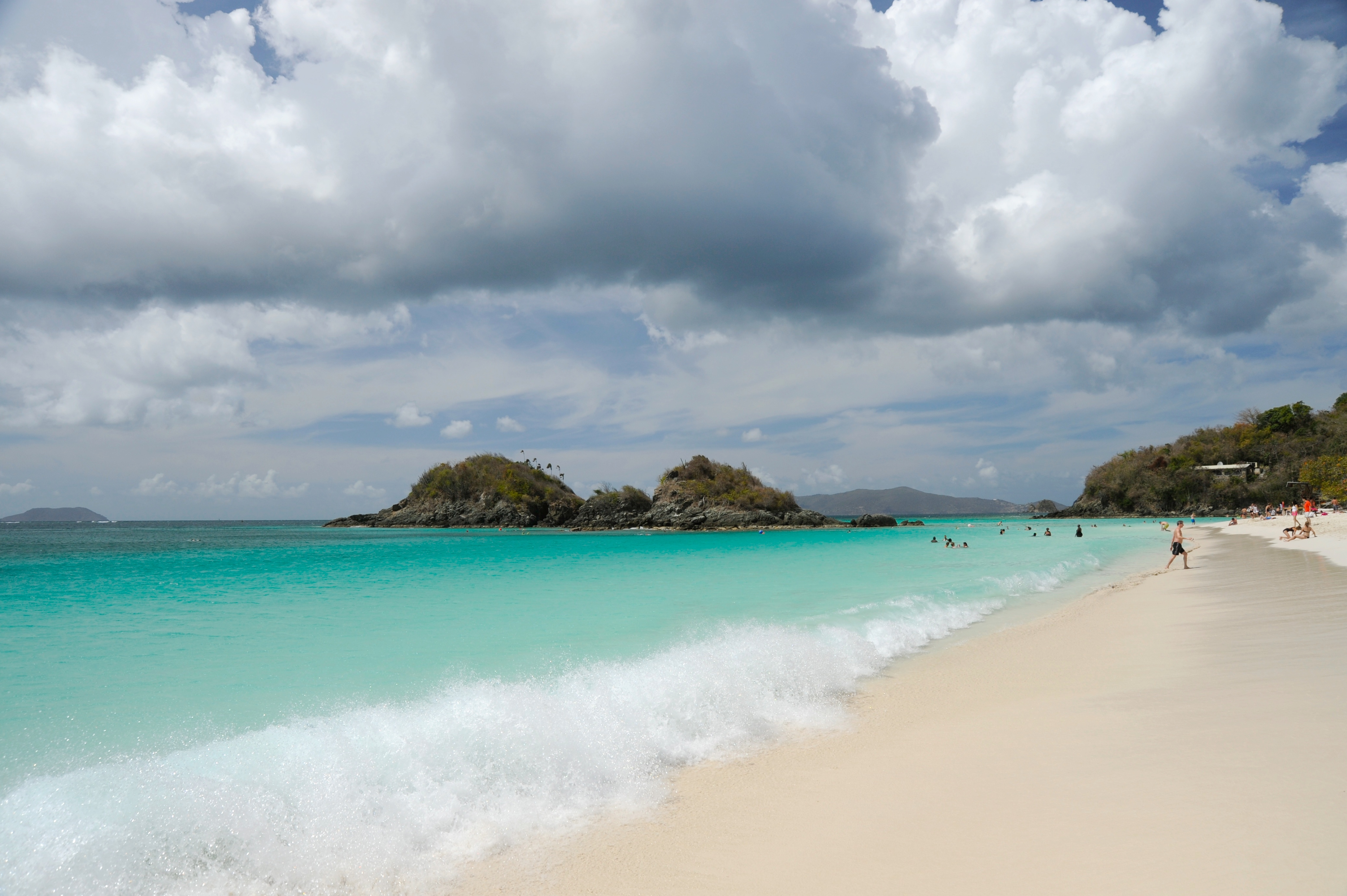
Trunk Bay